# Młodzieżowe Mistrzostwa Europy w Lekkoatletyce 2007

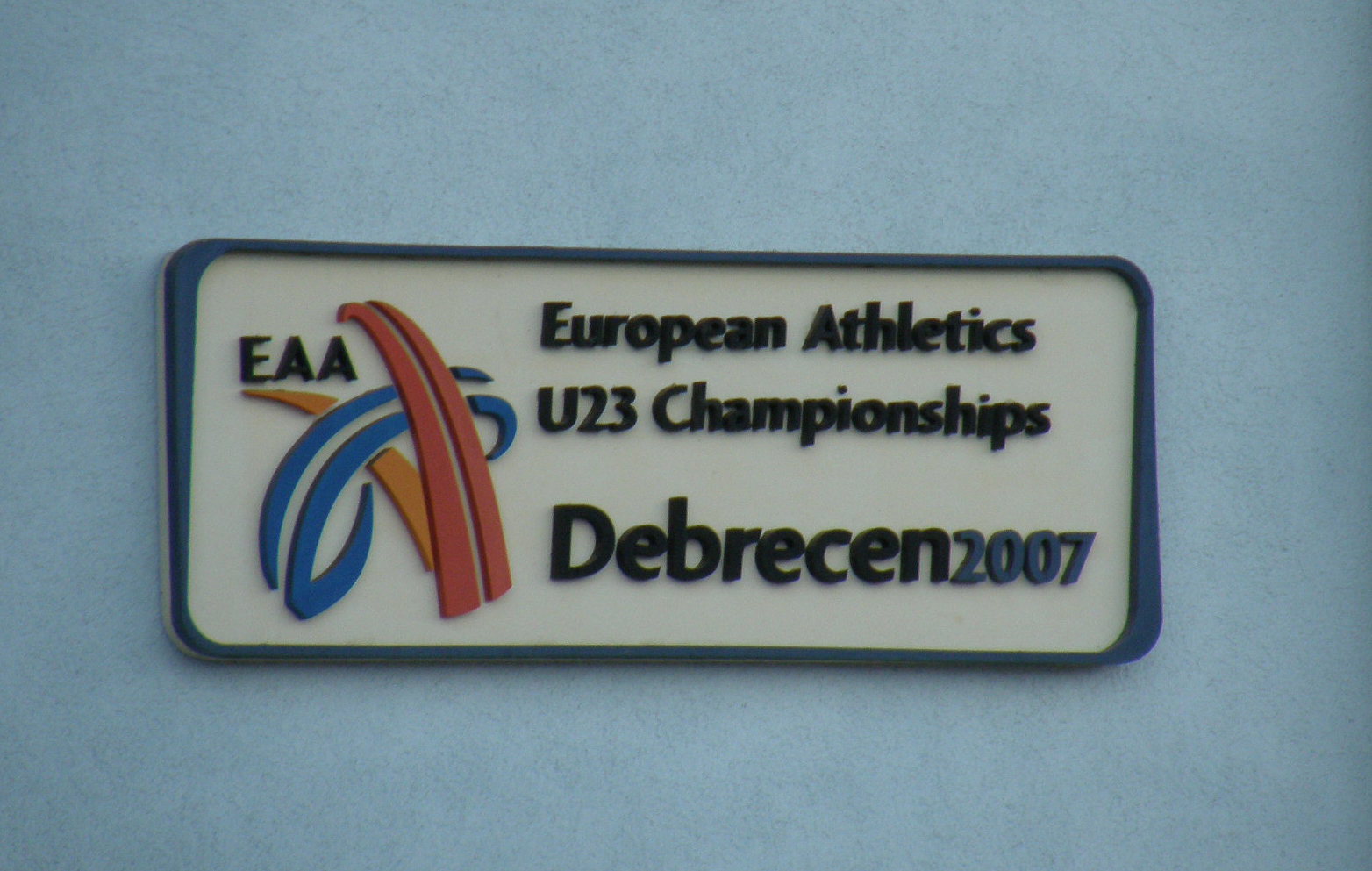
Logo zawodów umieszczone na ścianie stadionu

6. Młodzieżowe Mistrzostwa Europy w Lekkoatletyce – zawody sportowe, które rozgrywane były w dniach 12–15 lipca 2007 roku w Debreczynie (Węgry). W zawodach startowali zawodnicy, którzy nie ukończyli 23 lat.
Gospodarza imprezy wybrano na kongresie European Athletics w Lublanie 18 kwietnia 2005 – kontrkandydatem do organizacji mistrzostw było Annecy.

## Klasyfikacja medalowa
| Klasyfikacja medalowa |                 |    |   |    |     |
| Miej.                 | Państwo         |    |   |    | R-m |
| 1                     | Rosja           | 15 | 8 | 12 | 35  |
| 2                     | Wielka Brytania | 6  | 3 | 2  | 11  |
| 3                     | Niemcy          | 4  | 6 | 3  | 13  |
| 4                     | Polska          | 4  | 2 | 3  | 9   |
| 5                     | Białoruś        | 4  | 1 | 1  | 5   |
| 6                     | Francja         | 2  | 5 | 3  | 10  |
| 7                     | Ukraina         | 2  | 1 | 4  | 7   |
| 8                     | Finlandia       | 1  | 1 | 2  | 4   |
| 9                     | Szwecja         | 1  | 1 | 1  | 3   |
| 10                    | Grecja          | 1  | 1 | 0  | 2   |
| 10                    | Rumunia         | 1  | 1 | 0  | 2   |
| 12                    | Hiszpania       | 1  | 0 | 1  | 2   |
| 12                    | Turcja          | 1  | 0 | 1  | 2   |
| 14                    | Litwa           | 1  | 0 | 0  | 1   |
| 15                    | Czechy          | 0  | 4 | 2  | 6   |
| 16                    | Holandia        | 0  | 2 | 0  | 2   |
| 17                    | Chorwacja       | 0  | 1 | 2  | 3   |
| 17                    | Węgry           | 0  | 1 | 2  | 3   |
| 19                    | Łotwa           | 0  | 1 | 1  | 2   |
| 19                    | Portugalia      | 0  | 1 | 1  | 2   |
| 21                    | Belgia          | 0  | 1 | 0  | 1   |
| 21                    | Norwegia        | 0  | 1 | 0  | 1   |
| 21                    | Serbia          | 0  | 1 | 0  | 1   |
| 24                    | Włochy          | 0  | 0 | 2  | 2   |
| 25                    | Austria         | 0  | 0 | 1  | 1   |
| 25                    | Cypr            | 0  | 0 | 1  | 1   |
| 25                    | Słowacja        | 0  | 0 | 1  | 1   |

## Mężczyźni

### konkurencje biegowe
| Konkurencja           | Złoto                                                                            | Złoto    | Srebro                                                                                | Srebro   | Brąz                                                                           | Brąz     |
| --------------------- | -------------------------------------------------------------------------------- | -------- | ------------------------------------------------------------------------------------- | -------- | ------------------------------------------------------------------------------ | -------- |
| 100 m                 | Simeon Williamson · Wielka Brytania                                              | 10,10    | Craig Pickering · Wielka Brytania                                                     | 10,14    | Martial Mbandjock · Francja                                                    | 10,27    |
| 200 m                 | Visa Hongisto · Finlandia                                                        | 20,84    | Vojtěch Šulc · Czechy                                                                 | 20,91    | Rikki Fifton · Wielka Brytania                                                 | 21,02    |
| 400 m                 | Dienis Aleksiejew · Rosja                                                        | 45,69    | Željko Vincek · Chorwacja                                                             | 45,69    | Kacper Kozłowski · Polska                                                      | 45,86    |
| 800 m                 | Marcin Lewandowski · Polska                                                      | 1:49,94  | Ołeksandr Osmołowycz · Ukraina                                                        | 1:50,21  | Abdesslam Merabet · Francja                                                    | 1:50,31  |
| 1500 m                | Álvaro Rodríguez · Hiszpania                                                     | 3:44,00  | Yohan Durand · Francja                                                                | 3:44,38  | Barnabás Bene · Węgry                                                          | 3:44,47  |
| 5000 m                | Noureddine Smail · Francja                                                       | 13:53,15 | Andriej Safronow · Rosja                                                              | 13:54,04 | Kemal Koyuncu · Turcja                                                         | 13:54,12 |
| 10 000 m              | Anatolij Rybakow · Rosja                                                         | 29:09,89 | Michel Butter · Holandia                                                              | 29:12,95 | Daniele Meucci · Włochy                                                        | 29:18,26 |
| 110 m ppł             | Konstandinos Duwalidis · Grecja                                                  | 13,49    | Adrien Deghelt · Belgia                                                               | 13,59    | Emanuele Abate · Włochy                                                        | 13,66    |
| 400 m ppł             | David Greene · Wielka Brytania                                                   | 49,58    | Fadil Bellaabouss · Francja                                                           | 49,58    | Milan Kotur · Chorwacja                                                        | 50,14    |
| 3000 m z przeszkodami | Mahiedine Mekhissi-Benabbad · Francja                                            | 8:33,91  | Ildar Minszyn · Rosja                                                                 | 8:34,27  | Balázs Ott · Węgry                                                             | 8:35,04  |
| sztafeta 4 × 100 m    | Wielka Brytania · Ryan Scott · Craig Pickering · Rikki Fifton · James Ellington  | 38,95    | Portugalia · Dany Gonçalves · Amaldo Abrantes · Ricardo Martins · Yazaldes Nascimento | 39,37    | Finlandia · Hannu Hämäläinen · Visa Hongisto · Rami Jokinen · Jonathan Åstrand | 39,53    |
| sztafeta 4 × 400 m    | Rosja · Maksim Dyłdin · Dienis Aleksiejew · Artiom Siergiejenkow · Anton Kokorin | 3:02,13  | Polska · Grzegorz Klimczyk · Patryk Baranowski · Piotr Dąbrowski · Kacper Kozłowski   | 3:04,76  | Niemcy · Jonas Plass · Florian Schwalm · Matthias Bos · Martin Grothkopp       | 3:05,25  |
| chód 20 km            | Walerij Borczin · Rosja                                                          | 1:20:43  | Andriej Kriwow · Rosja                                                                | 1:21:51  | Siergiej Bakulin · Rosja                                                       | 1:23:33  |

### konkurencje techniczne
| Konkurencja    | Złoto                        | Złoto | Srebro                      | Srebro | Brąz                          | Brąz  |
| -------------- | ---------------------------- | ----- | --------------------------- | ------ | ----------------------------- | ----- |
| skok wzwyż     | Linus Thörnblad · Szwecja    | 2,24  | Benjamin Lauckner · Niemcy  | 2,21   | Vita Jussi · Finlandia        | 2,21  |
| skok o tyczce  | Paweł Prokopienko · Rosja    | 5,75  | Jesper Fritz · Szwecja      | 5,70   | Denys Fedas · Ukraina         | 5,65  |
| skok w dal     | Michał Rosiak · Polska       | 7,94  | Petteri Lax · Finlandia     | 7,89   | Roman Novotný · Czechy        | 7,87  |
| trójskok       | Gary White · Wielka Brytania | 16,33 | Adrian Świderski · Polska   | 16,29  | Jurij Żurawlew · Rosja        | 16,22 |
| pchnięcie kulą | Jakub Giża · Polska          | 19,87 | Luka Rujević · Serbia       | 19,55  | Aleksander Grekow · Rosja     | 19,13 |
| rzut dyskiem   | Martin Wierig · Niemcy       | 61,10 | Jan Marcell · Czechy        | 58,48  | Apostolos Parelis · Cypr      | 58,16 |
| rzut młotem    | Jury Szajunou · Białoruś     | 74,92 | Kristóf Németh · Węgry      | 72,56  | Marcel Lomnický · Słowacja    | 72,17 |
| rzut oszczepem | Alexander Vieweg · Niemcy    | 79,56 | Kārlis Alainis · Łotwa      | 76,83  | Ołeksandr Pjatnycia · Ukraina | 76,28 |
| dziesięciobój  | Andrej Krauczanka · Białoruś | 8492  | Pascal Behrenbruch · Niemcy | 8239   | Arkadij Wasiljew · Rosja      | 8179  |

## Kobiety

### konkurencje biegowe
| Konkurencja           | Złoto                                                                                   | Złoto    | Srebro                                                                                   | Srebro   | Brąz                                                                               | Brąz     |
| --------------------- | --------------------------------------------------------------------------------------- | -------- | ---------------------------------------------------------------------------------------- | -------- | ---------------------------------------------------------------------------------- | -------- |
| 100 m                 | Verena Sailer · Niemcy                                                                  | 11,66    | Montell Douglas · Wielka Brytania                                                        | 11,66    | Myriam Soumaré · Francja                                                           | 11,68    |
| 200 m                 | Julija Czermoszanska · Rosja                                                            | 23,19    | Nelly Banco · Francja                                                                    | 23,36    | Marta Jeschke · Polska                                                             | 23,42    |
| 400 m                 | Ludmiła Litwinowa · Rosja                                                               | 51,25    | Olga Szulikowa · Rosja                                                                   | 51,57    | Ksienija Zadorina · Rosja                                                          | 51,78    |
| 800 m                 | Maria Szapajewa · Rosja                                                                 | 2:00,86  | Élodie Guégan · Francja                                                                  | 2:01,26  | Vanja Perišić · Chorwacja                                                          | 2:01,34  |
| 1500 m                | Abby Westley · Wielka Brytania                                                          | 4:15,48  | Lizi Brathwaite · Wielka Brytania                                                        | 4:16,45  | Tatiana Betliukowa · Rosja                                                         | 4:16,40  |
| 5000 m                | Laura Kenney · Wielka Brytania                                                          | 16:22,28 | Wolha Minina · Białoruś                                                                  | 16:27,31 | Marta Romo · Hiszpania                                                             | 16:29,56 |
| 10 000 m              | Wolha Minina · Białoruś                                                                 | 33:06,37 | Irina Siergiejewa · Rosja                                                                | 33:08,69 | Alina Aleksiejewa · Rosja                                                          | 33:09,63 |
| 100 m ppł             | Nevin Yanıt · Turcja                                                                    | 12,90    | Christina Vukicevic · Norwegia                                                           | 13,08    | Jessica Ennis · Wielka Brytania                                                    | 13,09    |
| 400 m ppł             | Angela Moroșanu · Rumunia                                                               | 54,50    | Irina Obiedina · Rosja                                                                   | 55,19    | Zuzana Hejnová · Czechy                                                            | 55,93    |
| 3000 m z przeszkodami | Katarzyna Kowalska · Polska                                                             | 9:39,40  | Ancuţa Bobocel · Rumunia                                                                 | 9:41,84  | Sara Moreira · Portugalia                                                          | 9:42,47  |
| sztafeta 4 × 100 m    | Rosja · Juna Mechti-Zade · Ksienija Wdowina · Natalia Murynowicz · Julija Czermoszanska | 43,67    | Niemcy · Anne-Kathrin Elbe · Verena Sailer · Mareike Peters · Anne Möllinger             | 43,75    | Polska · Paulina Siemieniako · Ewelina Klocek · Marta Jeschke · Iwona Brzezińska   | 43,78    |
| sztafeta 4 × 400 m    | Rosja · Olga Szulikowa · Ksienija Zadorina · Jelena Nowikowa · Ludmiła Litwinowa        | 3:26,58  | Francja · Marie-Angélique Lacordelle · Symphora Behi · Virginie Michanol · Thélia Sigère | 3:30,56  | Ukraina · Hanna Płoticyna · Ksenia Karandiuk · Julia Irchina · Ołeksandra Pejczewa | 3:33,90  |
| chód 20 km            | Tatjana Szemiakina · Rosja                                                              | 1:28:48  | Swietłana Sołowiowa · Rosja                                                              | 1:33:58  | Olga Michajłowa · Rosja                                                            | 1:34:41  |

### konkurencje techniczne
| Konkurencja    | Złoto                         | Złoto | Srebro                       | Srebro | Brąz                           | Brąz  |
| -------------- | ----------------------------- | ----- | ---------------------------- | ------ | ------------------------------ | ----- |
| skok wzwyż     | Swietłana Szkolina · Rosja    | 1,92  | Adonía Steryíou · Grecja     | 1,92   | Ebba Jungmark · Szwecja        | 1,89  |
| skok o tyczce  | Aleksandra Kiriaszowa · Rosja | 4,50  | Anna Schultze · Niemcy       | 4,35   | Anna Battke · Niemcy           | 4,35  |
| skok w dal     | Anna Nazarowa · Rosja         | 6,81  | Denisa Ščerbová · Czechy     | 6,80   | Jelena Sokołowa · Rosja        | 6,71  |
| trójskok       | Lilia Kulik · Ukraina         | 14,39 | Jekatierina Kajukowa · Rosja | 14,11  | Anastasija Taranowa · Rosja    | 13,99 |
| pchnięcie kulą | Irina Tarasowa · Rosja        | 18,26 | Denise Hinrichs · Niemcy     | 17,56  | Anna Awdiejewa · Rosja         | 17,47 |
| rzut dyskiem   | Kateryna Karsak · Ukraina     | 64,40 | Veronika Watzek · Austria    | 57,15  | Swietłana Iwanowa · Rosja      | 56,92 |
| rzut młotem    | Maryja Smalaczkowa · Białoruś | 69,34 | Lenka Ledvinová · Czechy     | 67,63  | Natalija Zołotuchina · Ukraina | 67,00 |
| rzut oszczepem | Linda Stahl · Niemcy          | 62,17 | Annika Suthe · Niemcy        | 57,86  | Madara Palameika · Łotwa       | 57,07 |
| siedmiobój     | Viktorija Žemaitytė · Litwa   | 6219  | Jolanda Keizer · Holandia    | 6219   | Julia Mächtig · Niemcy         | 6151  |